# Impatiens oligoneura
Impatiens oligoneura är en balsaminväxtart som beskrevs av Joseph Dalton Hooker. Impatiens oligoneura ingår i släktet balsaminer, och familjen balsaminväxter. Inga underarter finns listade i Catalogue of Life.